# Campylorhamphus
Campylorhamphus là một chi chim trong họ Furnariidae.